# Letní bouře
Letní bouře (v originále Sommersturm) je německý hraný film režiséra Marca Kreuzpaintnera z roku 2004, který pojednává o coming outu teenagera. V České republice byl film uveden v roce 2005 na filmovém festivalu Febiofest a v roce 2009 vyšel na DVD.

## Děj
Tobi a Achim jsou nejlepší kamarádi. Společně sportují ve veslařském klubu RSC v jihobavorském městečku Starnberg, který se v létě chystá na závody amatérských družstev. Kromě chlapeckého oddílu je zde i oddíl děvčat. Achim chodí se Sandrou a její kamarádka Anke je zamilovaná do Tobiho. Před odjezdem oslavuje klub 80. výročí svého založení, na kterém si Tobi a Achim slíbí, že se spolu příští rok po maturitě vypraví do Jižní Ameriky. Tobi by mu v jedné chvíli chtěl povědět něco intimního, ale nakonec si vymyslí, že už měl s Anke sex.
Před samotnými závody probíhá několikadenní soustředění, na kterém jsou oddíly ve stanovém táboře u jezera. Z Berlína dorazí tým homosexuálních veslařů Queerschlag. Zjištění sexuální orientace konkurentů odhalí názory jednotlivých účastníků. Především Georg má velké předsudky vůči homosexuálům. Anke marně usiluje o Tobiho. Ten ale o sblížení nemá zájem a místo toho žárlí na Achimovu přítelkyni Sandru.
Když si jdou Tobi a Achim zaplavat, Tobi se pokusí políbit Achima. Pohádají se a Achim uteče. Svědkem hádky jsou i veslaři z klubu Queerschlag, kteří si přišli k molu také zaplavat. Tobi s nimi zůstane, i když by měl jít na trénink. Usne na slunci, a když se probudí, je zde již pouze Leo. Mají spolu sex. Tobi se vrací a potká Anke, které řekne, že je zamilovaný do Achima. Trenér Hansi je na něho naštvaný, že nepřišel na trénink a Achim je v šoku z jeho polibku. Mezitím se gay Malte pokusí svést George. Ten uteče do lesa. Poslední večer před závody je dohodnutá společná večeře s veslařským týmem Queerschlag. Georg je stále pryč a tak se rozhodnou jít ho hledat do lesa. Mezi oběma týmy nastane rvačka, při které se všichni doví, že Tobi je gay. Tobi Leovi poraní ruku. Přichází bouřka, padlý strom zničí veslici chlapeckého oddílu. Všichni utíkají z tábora do opuštěného hotelu. Druhý den jsou závody.

## Obsazení
| Robert Stadlober      | Tobi    |
| Kostja Ullmann        | Achim   |
| Alicja Bachleda-Curuś | Anke    |
| Miriam Morgenstern    | Sandra  |
| Marlon Kittel         | Leo     |
| Hanno Koffler         | Malte   |
| Jürgen Tonkel         | Hansi   |
| Ludwig Blochberger    | Oli     |
| Tristano Casanova     | Georg   |
| Alexa Maria Surholt   | Susanne |

## Zajímavosti
- Film se natáčel převážně na přehradě Bevertalsperre v Severním Porýní-Vestfálsku.
- Přehrada, která ve filmu působí jako jedna vodní plocha, byla poskládána ze čtyř různých jezer.
- Herečka Alicja Bachleda-Curuś, která ztvárnila Anke, pochází z Polska a mluvila německy s přízvukem, takže byla v originále nadabována.

## Hudba
Hudba k filmu byla vydána jako soundtrack na CD. Jejím autorem je převážně švýcarský skladatel Niki Reiser, ale obsahuje i další skladby, jako např. The Power Of Love od Frankie Goes to Hollywood. V závěru filmu se objeví i skladba Go West ve verzi německé kapely Nova International, protože licenční poplatky za verzi skupiny Pet Shop Boys by byly příliš vysoké.

## Ocenění
- Film získal cenu publika na Mnichovském filmovém festivalu v roce 2004.[1]
- Marco Kreuzpaintner získal v roce 2004 cenu New Faces Award jako nejlepší režisér.[2]
- Hlavní představitel Robert Stadlober získal cenu Undine Award jako nejlepší herec.